# 767年
| 千纪： | 1千纪 |
| 世纪： | 7世纪 \| 8世纪 \| 9世纪 |
| 年代： | 730年代 \| 740年代 \| 750年代 \| 760年代 \| 770年代 \| 780年代 \| 790年代                                                        |
| 年份： | 762年 \| 763年 \| 764年 \| 765年 \| 766年 \| 767年 \| 768年 \| 769年 \| 770年 \| 771年 \| 772年                                  |
| 纪年： | 丁未年（羊年）；唐大曆二年（西域地区不知改元，仍用永泰三年）；南诏赞普钟十六年；日本天平神護三年，神護景雲元年；渤海国大興三十年 |

## 大事记
- 唐代宗派宦官魚朝恩和吐蕃會盟，但九月吐蕃攻打靈州，郭子儀、路嗣恭率軍防守。
- 保加利亚被拜占廷击败，签订和约。